# V2唱片
V2音樂（V2唱片）是由Richard Branson於出售維京唱片後5年，於在1996年五月創立的唱片名牌。旗下擁有超過200位簽約藝人及廠牌，例如立體音響樂團（Stereophonics）、保羅威勒（Paul Weller）、白線條樂團（The White Stripes）及老阿公樂團（Grandaddy）等。
本公司已於2007年10月併入環球音樂。

## 國際運作情況
V2也在美國、加拿大、英國、法國、德國、荷蘭、比利時、瑞典、西班牙及義大利擁有直營子公司，並且在全球超過30各國家擁有聯合營運公司及授權協定的代理發行商。